# Black Mesa and Lake Powell Railroad
| Page – Kayenta | Page – Kayenta       |
| -------------- | -------------------- |
|                |                      |
| Streckenlänge: | 78 mls, 126 km       |
| Spurweite:     | 1435 mm (Normalspur) |
| Stromsystem:   | 50 kV, 60 Hz ~       |
|                |                      |

Die Black Mesa & Lake Powell Railroad, kurz BM&LP, ist eine vom übrigen Gleisnetz völlig isolierte, 125,5 Kilometer lange, stillgelegte elektrifizierte Hauptbahn, die im Nordosten des US-Bundesstaats Arizona ein Kohlebergwerk bei Kayenta mit der Navajo Generating Station bei Page verbindet. Die Gesellschaft ist im Besitz des Salt River Projects und der übrigen Eigentümer des Kraftwerkes. Nachdem Ende März 2019 Gespräche zum Verkauf des Kraftwerkes an die Navajo Nation endgültig gescheitert sind, wurde die Bahn im August 2019 außer Betrieb genommen.

## Geschichte
Die Strecke wurde im Oktober 1973 eröffnet und war als erste Bahnstrecke weltweit mit 50 Kilovolt, 60 Hertz-Einphasen-Wechselstrom elektrifiziert. Den elektrischen Betrieb wählte man vor allem aus wirtschaftlichen Gesichtspunkten. Anfangs war ein vollautomatischer Betrieb geplant, aufgrund des Vorhandenseins mehrerer Bahnübergänge wurde diese Idee aus Sicherheitsgründen aber verworfen. Die höhere Spannung wurde gewählt, um die Strecke mit einer einzigen Umspannstation betreiben zu können. Bei einer Elektrifizierung mit 25 kV wären drei oder vier notwendig gewesen. Durch ihre isolierte Lage mussten alle Fahrzeuge aus dem knapp 200 Kilometer entfernten Williams auf der Straße überführt werden.
2017 gab der Eigentümer seine Absicht bekannt, das Kraftwerk in Page und damit auch den Tagebau und die Bahn Ende 2019 zu schließen. Nachdem mehrere Bieter Interesse an einer Übernahme bekundet hatten, sich dann aber zurückzogen, blieb als einziger Kandidat für den Weiterbetrieb die Navajo Transitional Energy Company übrig. Ende März 2019 gab auch die NTEC den Übernahmeplan auf. Der letzte Kohlezug wurde daher am 26. August 2019 befördert. Das Kraftwerk verfeuerte anschließend noch gelagerte Kohlebestände, ehe es am 18. November 2019 abgeschaltet wurde. Im Herbst 2019 begann der Rückbau der Fahrleitungsanlagen der Bahnstrecke, während die Gleisanlagen an die Navajo Nation übergeben werden.

## Fahrzeuge
Für den Betrieb standen von Anfang sechs Elektrolokomotiven der Baureihe E60CF von General Electric zur Verfügung. Diese entsprechen technisch den später für Amtrak gebauten E60CP, haben aber nur einen Endführerstand. Von diesen sechs Loks waren Stand 2010 vier als Ersatzteilspender abgestellt und eine im Einsatz, die bis zur Stilllegung genutzt wurde. Eine weitere wurde im August 2010 an das Arizona State Railroad Museum in Williams übergeben. In den späten 1990er Jahren erwarb man als Ersatz aus Mexiko acht neue Elektrolokomotiven der Nachfolgebauart E60C-2. Von diesen standen sechs im Einsatz und zwei dienten als Ersatzteilspender. Zusätzlich stand eine von Morrison-Knudsen aus einer U25B umgebaute Diesellok der Baureihe TE53-4E zur Verfügung. Die Schüttgutwagen wurden allesamt in den siebziger Jahren von Ortner und FMC hergestellt und wurden durch 39 neu gebaute von Johnstown America ergänzt.

## Betrieb
Nachdem in den Anfangsjahren immer zwei Züge mit je zwei Loks gleichzeitig auf der Strecke waren, war in den letzten Jahren stets nur ein Zug mit bis zu 90 Wagen und vier oder fünf Lokomotiven unterwegs. Im Normalfall machte dieser drei Rundfahrten täglich, wobei eine Runde im Schnitt acht Stunden dauerte. Dienstags entfiel der Mittagszug, um Zeit für Wartungsarbeiten an der Strecke und den Oberleitungsanlagen zu haben.